# Rosa baiyushanensis
Rosa baiyushanensis es una especie de planta del género Rosa, de la familia Rosaceae.

## Taxonomía
Rosa baiyushanensis fue descrita por Q. L. Wang en 1984.

## Distribución
Se encuentra en el territorio de Manchuria.